# Rettighed
Rettighed er et begreb indenfor retsvidenskaben. Det defineres som den juridiske eller moralske berettigelse til at gøre eller forbud mod at gøre noget, eller til at tage eller ikke at tage en ting, anerkendelse eller anden form for handling til/fra nogen eller sig selv indenfor civilsamfundet. Rettigheder tjener som regler for handlinger mellem mennesker og placerer på den måde forpligtelser på grupper eller individers handlinger (for eksempel, hvis en person har retten til liv, betyder dette at andre ikke kan tage sig den frihed at slå ham ihjel).
De fleste moderne fortolkninger af rettighedsbegrebet er universalistiske og egalitære — med andre ord gives lige rettigheder til alle mennesker. Der findes to centrale moderne fortolkninger af rettigheder: på den ene side fastholder ideen om naturlige rettigheder at der er en bestemt række rettigheder i naturen som ikke legitimt kan ændres af nogen menneskelig magt. På den anden side er ideen om juridiske rettigheder, som fastholder at rettigheder er et menneskeskabt begreb, skabt af samfundet, udøvet af regeringer og i konstant forandring.
Som kontrast hertil var de fleste fortidige fortolkninger af rettighedsbegrebet hierarkiske, hvor forskellige folk fik forskellige rettigheder, og nogle havde flere rettigheder end andre. For eksempel betød en fars ret til at blive respekteret af sin søn ikke nødvendigvis at faderen havde pligt til at gengælde den respekt, og kongers guddommelige ret til at have den absolutte magt over deres undersåtter var dominerende i mange år. Ideen om naturlige rettigheder blev udviklet i Salamancaskolen i slutningen af det 16. århundrede, og fik først bred opbakning næsten 200 år senere, i oplysningstiden.
Generelt betragtes det ikke som nødvendigt at en rettighed skal kunne forstås af den som besidder rettigheden; på den måde kan rettigheder anerkendes på andres vegne, såsom med børns rettigheder, dyrs rettigheder eller rettigheder for folk, som er erklæret mentalt ude af stand til at forstå deres egne rettigheder. Rettighederne skal dog forstås af nogen hvis de skal have en juridisk eksistens, så forståelsen af rettigheder er et socialt krav for eksistensen af samme. Rettigheder sikrer individet mod, at det politiske flertals gennemtruffer sin vilje uhæmmet. Betegnelsen rettigheder omfatter såvel frihedsrettigheder som menneskerettigheder.

## Vigtige dokumenter
- Magna Carta (1215; England)[4]
  - Krævede at Englands konge skulle opgive visse rettigheder og respektere bestemte juridiske procedurer, samt acceptere at kongens vilje kunne bindes af lov.
- Bill of Rights 1689 (England)[5]
  - Erklærede at englændere, vist ved Parlamentet, besidder visse civile og politiske rettigheder som de ikke kan fratages.
- Erklæringen om menneskets og borgerens rettigheder (1789; Frankrig)[6]
  - Et af Den Franske Revolutions fundamentale dokumenter, som definerede et sæt at individuelle rettigheder og kollektive rettigheder for folket.
- Bill of Rights (USA) (1789/1791)[7]
  - De første ti tilføjelser til USA's Constitution.
- The Canadian Charter of Rights and Freedoms[8] (1982; Canada)[9]

Siden 1945 har disse samlinger af rettigheder relevans for Danmark
- FN's Verdenserklæring om Menneskerettighederne (1948)[10] er ikke juridisk bindende.[11]
  - En lang række standarder hvorved regeringer, organisationer og individer kunne sammenligne deres opførsel overfor hinanden.
- Europarådet: Den Europæiske Menneskerettighedskonvention (1950)[12] blev inkorporeret i dansk ret i 1992.[13]
  - Adopteret med støtte fra Europarådet for at beskytte menneskerettighederne og fundamentale friheder
- Danmarks Rige Grundlov (1953) fastsætter en række rettigheder i Kapitel VII. og Kapitel VIII.[14]
- EU's Charter om Grundlæggende Rettigheder (2000) har siden d. 1. december 2009 været en del af Lissabontraktaten.[15]